# Лихачевский сельсовет (Курганская область)
Лихачевский сельсове́т — упразднённые административно-территориальная единица и муниципальное образование со статусом сельского поселения в Варгашинском районе Курганской области Российской Федерации.
Административный центр — село Лихачи.

## История
В соответствии с Законом Курганской области от 6 июля 2004 года № 419 сельсовет наделён статусом сельского поселения.
Законом Курганской области от 18 января 2019 года N 2, Барашковский, Варгашинский, Лихачевский, Пичугинский, Поповский и Сычевский сельсоветы были упразднены, а их территории с 1 февраля 2019 года включены в состав Варгашинского поссовета.

## Население
| 1926 | 1989 | 2002 | 2010 | 2012 | 2013 | 2014 |
| ---- | ---- | ---- | ---- | ---- | ---- | ---- |
| 1636 | ↘752 | ↘666 | ↘522 | ↗544 | ↗545 | ↗572 |
| 2015 | 2016 | 2017 | 2018 | 2019 |      |      |
| ↘560 | ↘555 | ↗557 | ↗566 | ↘559 |      |      |

## Состав сельсовета
| № | Населённый пункт | Тип населённого пункта       | Население |
| - | ---------------- | ---------------------------- | --------- |
| 1 | Лихачи           | село, административный центр | ↘498      |
| 2 | Малопесьяная     | деревня                      | ↘18       |
| 3 | Обменово         | деревня                      | →5        |
| 4 | Старопесьяное    | деревня                      | ↘1        |